# Vîdumka, Cervonoarmiisk
Vîdumka (în ucraineană Видумка) este un sat în comuna Babîcivka din raionul Cervonoarmiisk, regiunea Jîtomîr, Ucraina.

## Demografie
Componența lingvistică a localității Vîdumka
     Ucraineană (100%)
Conform recensământului din 2001, toată populația localității Vîdumka era vorbitoare de ucraineană (100%).